# La Trinité-des-Laitiers
La Trinité-des-Laitiers là một xã thuộc tỉnh Orne trong vùng Normandie tây bắc nước Pháp. Xã này nằm ở khu vực có độ cao trung bình 307 mét trên mực nước biển.